# Луненберг (графство)
Луненберг (англ. Lunenburg County) — графство в канадской провинции Новая Шотландия. Графство является переписным районом, но не является административной единицей провинции, эти функции вне городов и резерваций выполняют два округа Луненберг и Честер.
В составе графства находится город Луненберг, который включён в список объектов Всемирного наследия ЮНЕСКО.

## География
Графство Луненберг находится в южной части полуострова Новая Шотландия. С юго-востока оно омывается водами Атлантического океана, в то время как на юго-западе граничит с графством Куинс, на северо-западе — Аннаполис и Кингс, а на северо-востоке — Хантс и Галифакс.
По территории графства проходит автодорога провинциального значения хайвей 103, а также ряд дорог, управляемых графством, основными из которых являются магистрали 3, 10 и 12 и коллекторы 208, 210, 324, 325, 329, 331 и 332.

## История
Графство является одним из пяти первых графств Новой Шотландии, оно было основано в 1759 году и предположительно получило название в честь короля Великобритании и Ирландии Георга II, являвшегося также правителем герцогства Брауншвейг-Люнебург. В 1762 году из его состава было выделено графство Куинс. В конце XVIII века были утверждены новые границы, которые были промаркированы только в 1820—1825 годах и объявлены в 1828 году..
В 1863 году поселение Честер в составе графства стало отдельным округом с определёнными полномочиями.

## Население
Для нужд статистической службы Канады графство разделено на два округа, три города и три индейские резервации.
| Название      | Оригинальное название | Статус               | Площадь  | Население |
| ------------- | --------------------- | -------------------- | -------- | --------- |
| Луненберг     | Lunenburg             | Округ                | 1 759,14 | 25 164    |
| Честер        | Chester               | Округ                | 1 120,75 | 10 741    |
| Бриджуотер    | Bridgewater           | Город                | 13,6     | 7 944     |
| Луненберг     | Lunenburg             | Город                | 4,01     | 2 317     |
| Махон-Бей     | Mahone Bay            | Город                | 3,13     | 904       |
| Голд-Ривер 21 | Gold River 21         | Индейская резервация | 2,8      | 65        |
| Нью-Росс 20   | New Ross 20           | Индейская резервация | 4,05     | 15        |
| Пеннал 19     | Pennal 19             | Индейская резервация | 0,45     | 0         |